# Segoromadu
Segoromadu is een bestuurslaag in het regentschap Gresik van de provincie Oost-Java, Indonesië. Segoromadu telt 2200 inwoners (volkstelling 2010).